# Спурий Навций Рутил (консул 316 пр.н.е.)
Вижте пояснителната страница за други личности с името Спурий Навций Рутил.
Спурий Навций Рутил (на латински: Spurius Nautius Rutilus) e политик на Римската република.
Той е вероятно баща на Гай Навций Рутил (консул 287 пр.н.е.).
През 316 пр.н.е. Спурий е консул, заедно с Марк Попилий Ленат. През същата година се води война против самнитите и диктатора Луций Емилий превзема град Сатикула.